# Tankmonument (Elsenborn)

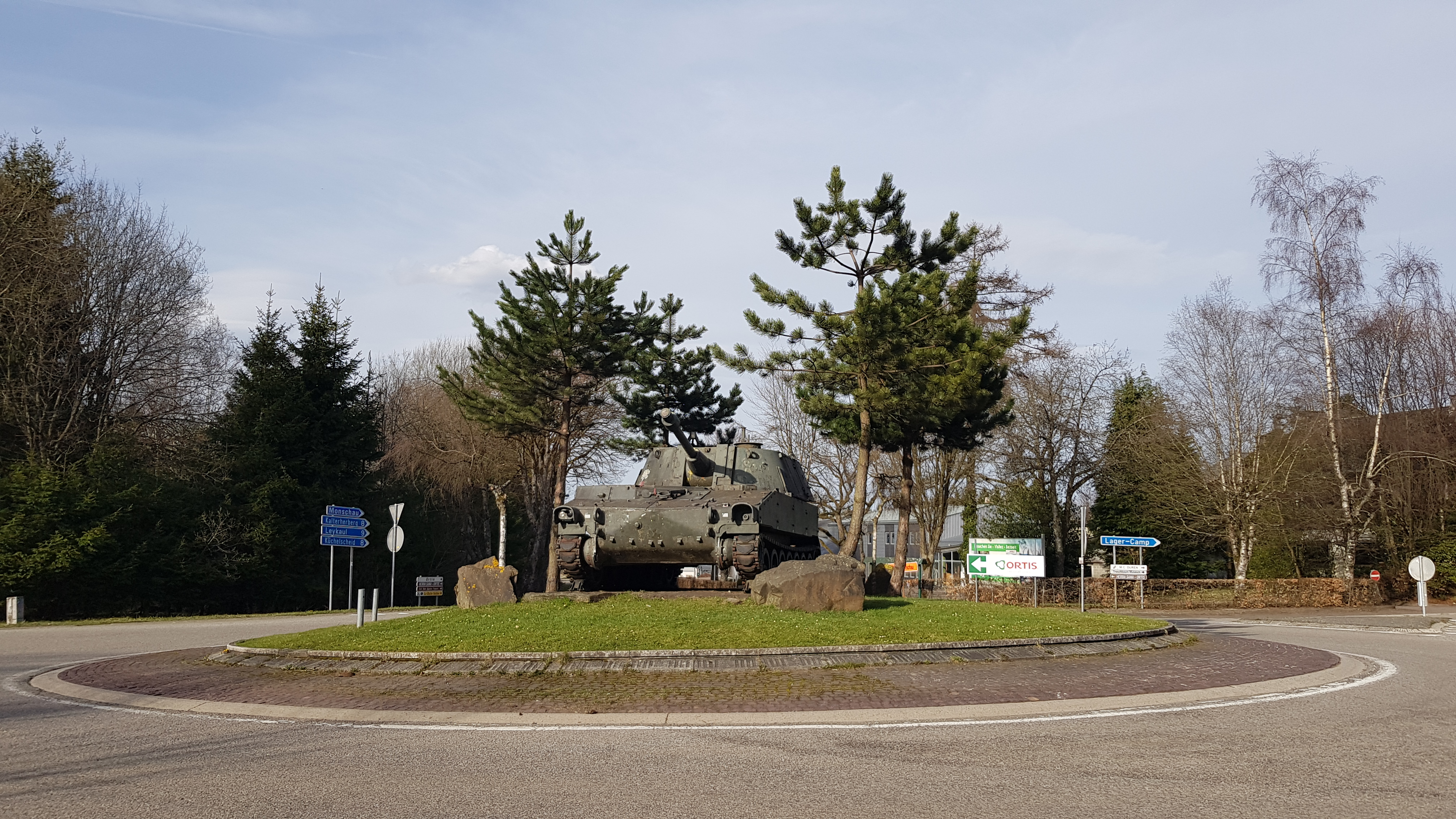
Tankmonument in Elsenborn

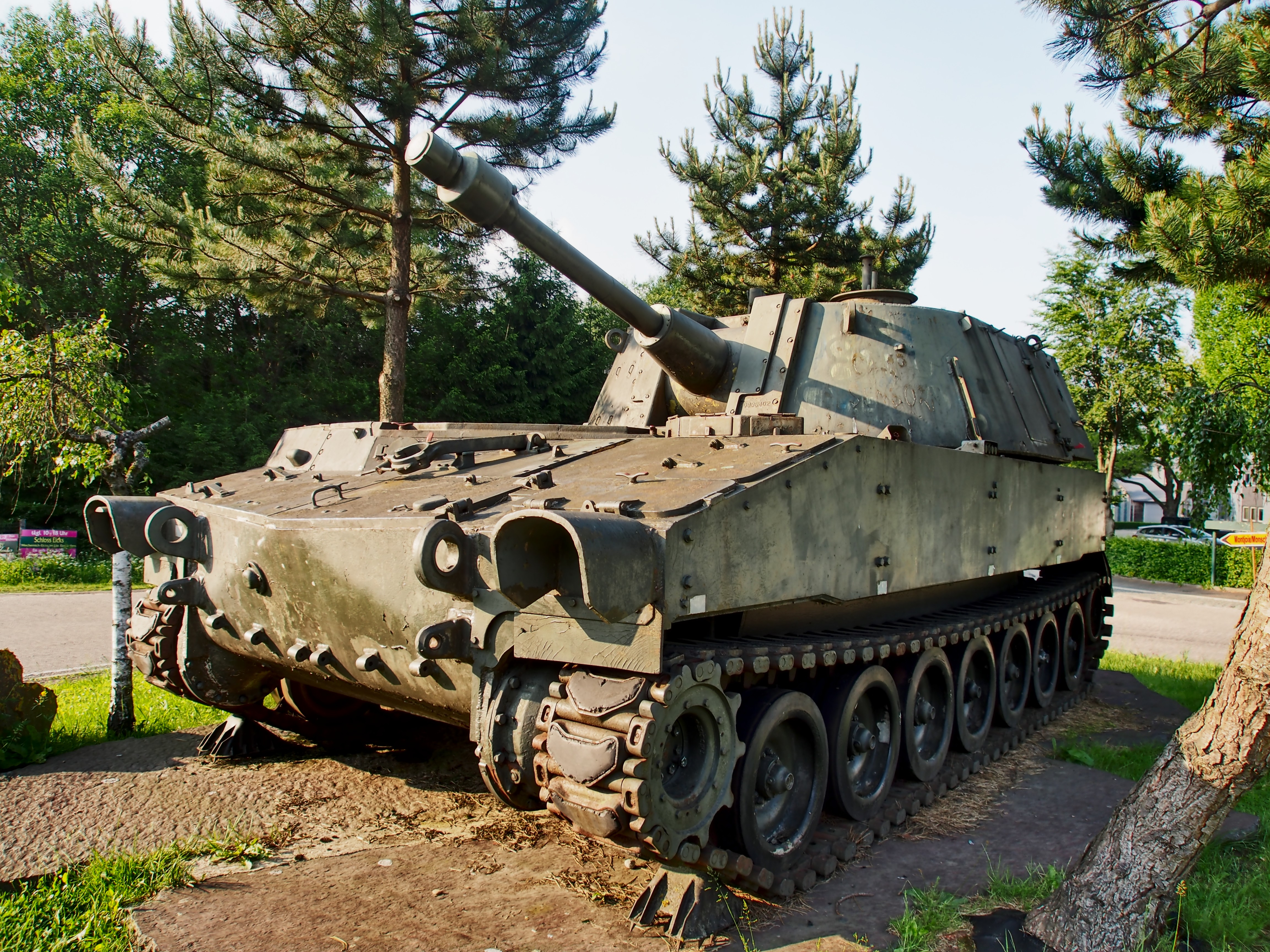
Tankmonument (M108) in Elsenborn

Het Tankmonument is een oorlogsmonument in Elsenborn in de Belgische gemeente Bütgenbach. Dit monument staat op de rotonde ten westen van Kamp Elsenborn op de plaats waar de N669 uitkomt op de N647. Het monument is eigenlijk geen tank maar een Pantserhouwitser M108.
Het monument herdenkt de slag om de Elsenborn, onderdeel van de Slag om de Ardennen. Daarbij sloot het Vijfde Korps van de 1st US 1st Army de Duitse troepen af.